# Manlio Di Rosa
Manlio Di Rosa (* 14. September 1914 in Livorno; † 15. März 1989 ebenda) war ein italienischer Fechter, der vor und nach dem Zweiten Weltkrieg über mehr als zwei Jahrzehnte zur Weltspitze mit dem Florett zählte.

## Laufbahn
Erstmals international auf sich aufmerksam machte Di Rosa als Mitglied der siegreichen italienischen Florett-Mannschaft bei den „Internationalen Meisterschaften“ 1933 in Budapest – offiziell anerkannt wurden Weltmeisterschaften von der FIE allerdings erst 1937. Zu diesem Zeitpunkt war er mit der Mannschaft bereits Olympiasieger; im Vorjahr hatte man in Berlin die französische Auswahl schlagen können. Insgesamt gewann Di Rosa im Laufe seiner Karriere fünf Medaillen bei vier verschiedenen Olympischen Sommerspielen. Lediglich einen einzigen der olympischen Wettbewerbe, zu denen er antrat, konnte er nicht mit einer Medaille beenden: In London erreichte er 1948 im Florett-Einzel nur den sechsten Rang.  
Er sicherte sich acht Weltmeistertitel, darunter 1951 in Stockholm jenen als Florett-Einzelweltmeister, und die Verteidigung des Mannschaftstitels bei den Weltmeisterschaften 1955 vor heimischem Publikum in Rom bildete einen der glanzvollen Höhepunkte in Di Rosas aktiver sportlicher Laufbahn.